# Ramp in het Estadio Nacional van 24 mei 1964

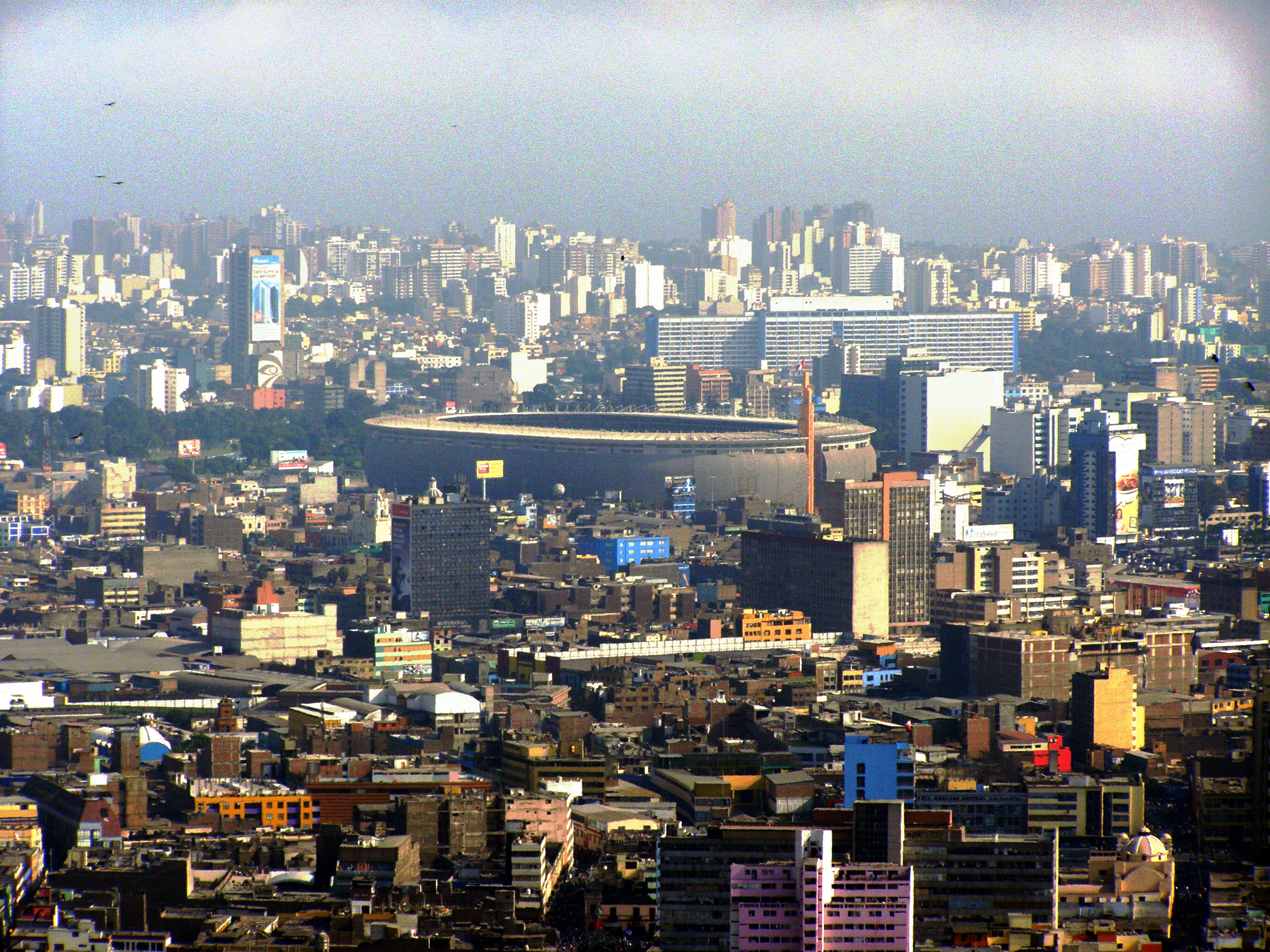
Het stadion waar de ramp plaatsvond

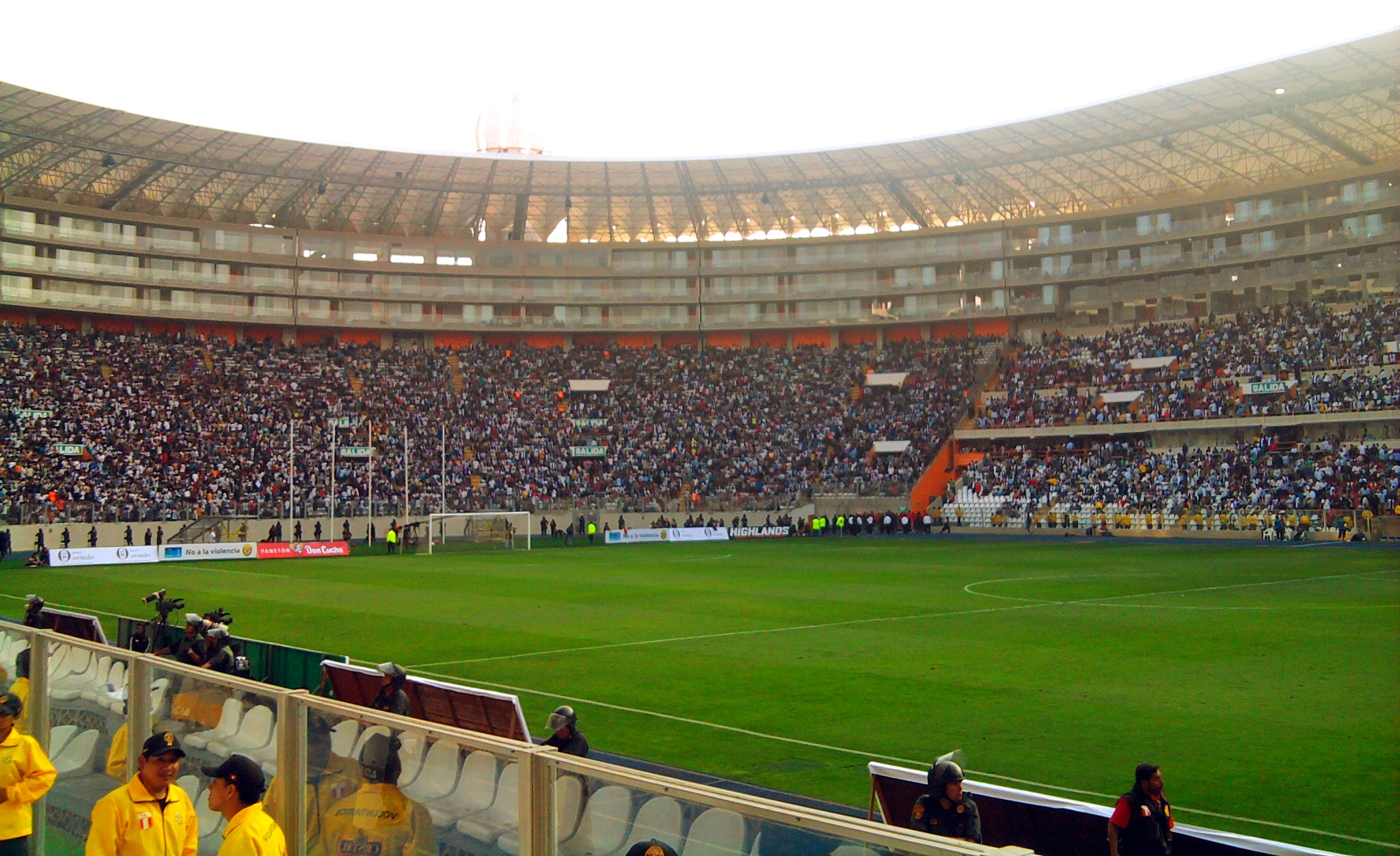
Het stadion (2011) na de verbouwing voor de Copa América van 2004

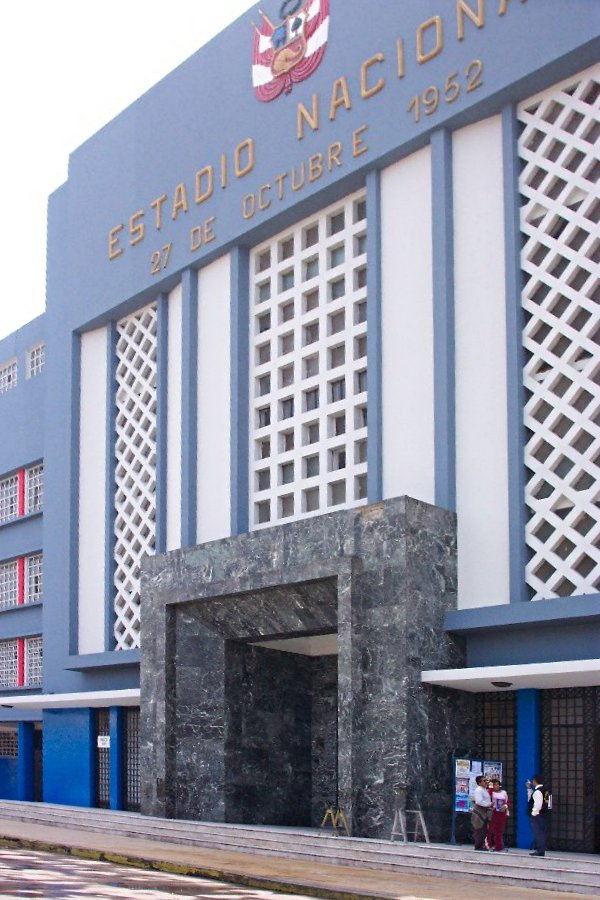
De entree van het stadion

De ramp in het Estadio Nacional van 24 mei 1964 is een stadionramp in Lima die plaatsvond tijdens een Olympisch kwalificatieduel tussen Peru en Argentinië. Met 328 doden wordt deze tragedie ook wel beschouwd als de ergste ramp in de voetbalgeschiedenis, de grootste stadioncatastrofe en een van de grootste rampen in de moderne sport. De ramp voltrok zich toen de scheidsrechter een onpopulair besluit nam volgens de Peruvianen.

## Geschiedenis
Op 24 mei 1964 speelden de twee ploegen tegen elkaar voor het laatste kwalificatieticket voor de Olympische Spelen van 1964 in Tokio in het Estadio Nacional in Lima. Het stadion zat bomvol met een toeschouwersaantal van tussen de 45.000. De Argentijnse selectie stond met 1-0 voor tegen Peru. Toen er nog zes minuten te spelen waren, keurde de Uruguayaanse scheidsrechter Ángel Eduardo Pazos het net gemaakte doelpunt van Peru af. Dit besluit leidde tot rellen, waarbij meerdere Peruviaanse fans het veld opliepen om de scheidsrechter aan te vallen. De Peruviaanse politie liet de honden los en besloot met traangas te gaan gooien, om de invasie op het veld te stoppen.
In plaats van de standaardpoorten had het stadion massieve golfplaten aan de onderkant van tunnels, welke de straat, via meerdere platen, met de bovenstaande zitjes verbonden. Deze luiken waren zoals altijd op elke wedstrijd afgesloten. Toen er toeschouwers in paniek raakten werden ze naar beneden gedrukt tegen de gesloten trappenluiken, wat niet zichtbaar was voor het publiek dat vanaf bovenaan deze druk creëerde. Uiteindelijk barstten de luiken als gevolg van druk van de lichamen op deze platen. Volgens de ziekenhuizen van Lima waren 90% van de overledenen gestorven aan verstikking of interne bloedingen. Niemand die in het stadion verbleef stierf. In de straat verwoestte het publiek het privé-eigendom rondom het stadion. Ook plunderden deze winkels en zetten gebouwen in brand. Het vandalisme was die dag in heel Lima te zien.

## Gevolgen
Door deze rellen werd de wedstrijd afgelast en besloten dat Argentinië zou doorgaan van de twee. De enige wedstrijd die nog mogelijk was voor kwalificatie werd met 4-0 van Brazilië verloren.
Een gevolg met betrekking tot het stadion is dat de maximale capaciteit werd verlaagd van 53.000 naar 42.000 toeschouwers, na eerst enkele maanden gesloten te zijn geweest. Decennia later werd dit aantal verhoogd naar 47.000 voor de Copa América van 2004. De inzet van traangas, die goedgekeurd werd door de politiechef in het stadion genaamd Jorge Azambuja, deed ertoe besluiten hem na zeven jaar een gevangenisstraf van 30 maanden te geven. Later gaf hij toe de consequenties van het bevel onderschat te hebben.

## Herdenkingen
Elk jaar worden ter gelegenheid van de tragedie verschillende demonstraties gehouden om de slachtoffers te herdenken; in 2014, ter gelegenheid van de vijftigste verjaardag van de ramp, werd een plechtige herdenkingsmis gevierd in de kathedraal van Lima, geleid door kardinaal Juan Luis Cipriani Thorne.